# Maclodio
Maclodio ist eine norditalienische Gemeinde (comune) mit 1503 Einwohnern (Stand 31. Dezember 2023) in der Provinz Brescia in der Lombardei. Die Gemeinde liegt etwa 16 Kilometer westsüdwestlich von Brescia.

## Geschichte
Am 12. Oktober 1427 kam es hier zur Schlacht von Maclodio zwischen den von Carmagnola kommandierten Truppen der Republik Venedig und dem von Carlo Malatesta befehligten Heer des Herzogs Filippo Maria Visconti von Mailand. Dabei siegten die venezianischen Truppen.

## Verkehr
Durch die Gemeinde führt die frühere Staatsstraße 235 (seit 2001 Provinzialstraße) von Pavia nach Brescia.

## Söhne- und Töchter der Stadt
- Franco Cornacchia (1907–nach 1955), Unternehmer und Autorennfahrer